# アフリカ開発会議

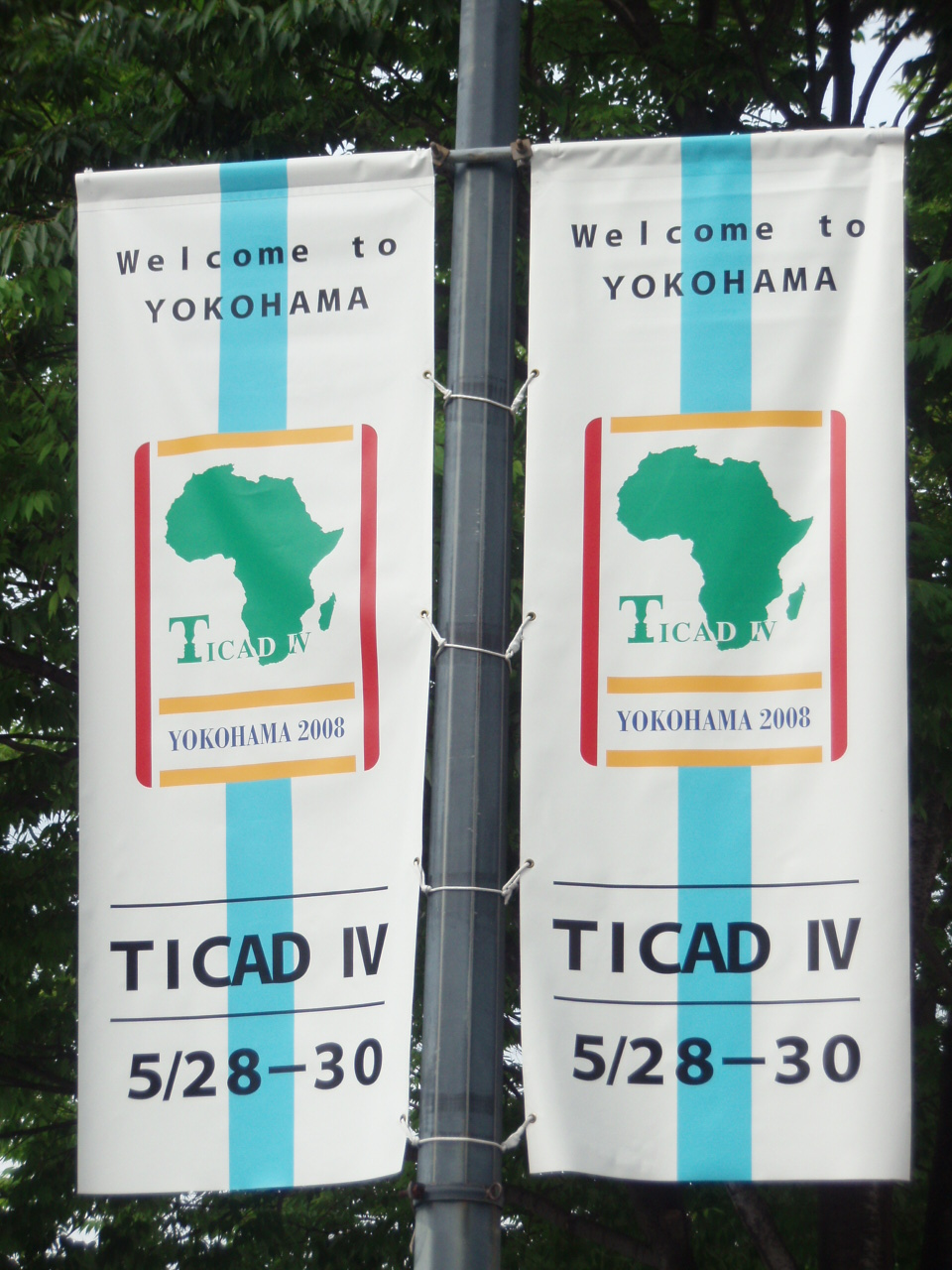
第4回アフリカ開発会議 (TICAD IV) の街頭垂れ幕

アフリカ開発会議（アフリカかいはつかいぎ、英語: Tokyo International Conference on African Development（アフリカ開発に関する東京国際会議）、TICAD（ティカッド）とは、日本が主催する、アフリカの開発をテーマとする国際会議。

## 概要
日本政府が国際連合・国際連合開発計画・アフリカ連合委員会（事務局）・世界銀行との共催で開催する。
1993年（細川内閣当時）に初めて開催された。TICAD閣僚レベル会合なども経て、2013年までは5年ごと、それ以降は3年ごとに会議が行われている。

## 名称
略称は「TICAD」だが馴染みが薄いため、薮中三十二（当時外務事務次官）は「日アフリカサミット」と呼ぶよう提唱している。
メディアでは「東京における」「国際」が略され「アフリカ開発会議」と表記されている。

## 議論

### TICAD I

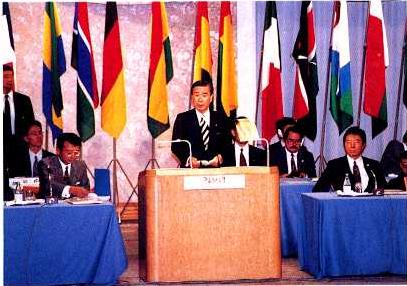
第1回で開会宣言を行う羽田孜外務大臣

第1回アフリカ開発会議は、1993年10月5日 - 10月6日、東京都で開催された。
外務省政務次官の東祥三が共同議長を務め、「アフリカ開発に関する東京宣言」を採択した。

### TICAD II
第2回アフリカ開発会議は、1998年10月19日 - 10月21日、東京都で開催され、「東京行動計画」を採択した。

#### TICAD閣僚レベル会合
アフリカ開発会議閣僚レベル会合は、2001年12月3日 - 12月4日、東京都港区で開催された。
外務大臣の田中眞紀子が開会式、閉会式などで議長を務め、議長声明を発表した。
この会合以降、世界銀行が共催者に加わった。

### TICAD III
第3回アフリカ開発会議は、2003年9月29日 - 10月1日、東京都で開催された。
衆議院議員の森喜朗が議長を務め、「TICAD10周年宣言」を発表した。
内閣総理大臣の小泉純一郎は、会議のため来日した23カ国の首脳全員と個別に会談したが、スケジュールが過密だったため「こんなに疲れたのは初めて。もうこりごりだ」と感想を述べた。

#### TICAD-AATIC
アフリカ開発会議のアジア・アフリカ貿易投資会議（TICAD-AATIC; TICAD Asia-Africa Trade and Investment Conference）は、2004年11月1日 - 11月2日、東京都港区で開催された。
内閣総理大臣補佐官の川口順子が議長を務め、「アジア・アフリカ間の貿易投資促進のための政策に関するTICAD - NEPAD共同枠組」への署名がなされた。

#### TICAD平和の定着会議
アフリカ開発会議の平和の定着会議は、2006年2月16日 - 2月17日、エチオピアのアディスアベバで開催された。
外務副大臣の塩崎恭久が全体議長を務め、議長総括を発表した。

#### TICAD「持続可能な開発のための環境とエネルギー」閣僚会議
アフリカ開発会議の「持続可能な開発のための環境とエネルギー」閣僚会議は、2007年3月22日 - 3月23日、ケニアのナイロビで開催された。
外務副大臣の岩屋毅が全体議長を務め、議長総括を発表した。

### TICAD IV
第4回アフリカ開発会議は、2008年5月28日 - 5月30日、神奈川県横浜市で開催された。
内閣総理大臣の福田康夫が議長を務め、「横浜宣言」や「横浜行動計画」を採択した。
会議では、日本の途上国支援策への歓迎とクールアース推進構想への評価がなされ、食料価格の高騰への懸念が示された。
福田康夫は、会議のため日本を訪れた40人以上の首脳と個別に会談し、レアメタルなどの資源確保や常任理事国改革について日本への協力を要請した。また、10ヶ国委員会との首脳会談を初めて行った。それらの会談が行われている間は、衆議院議員の森喜朗が議長代理を務めた。
神奈川県庁森林課の試算によると、出席者が搭乗する航空機、会場の照明や空調などによる二酸化炭素発生量はおよそ1万1300トンと見積もられている。神奈川県庁では植林など森林整備を新たに行うことで排出量を相殺し、会議による二酸化炭素発生量を事実上ゼロにするとしている。各国の首脳に対し一村一品運動の紹介も行われた。
会議にあわせ、第1回野口英世アフリカ賞授賞式が横浜市で行われ、ブライアン・グリーンウッドとミリアム・ウェレに対し同賞が授与された。

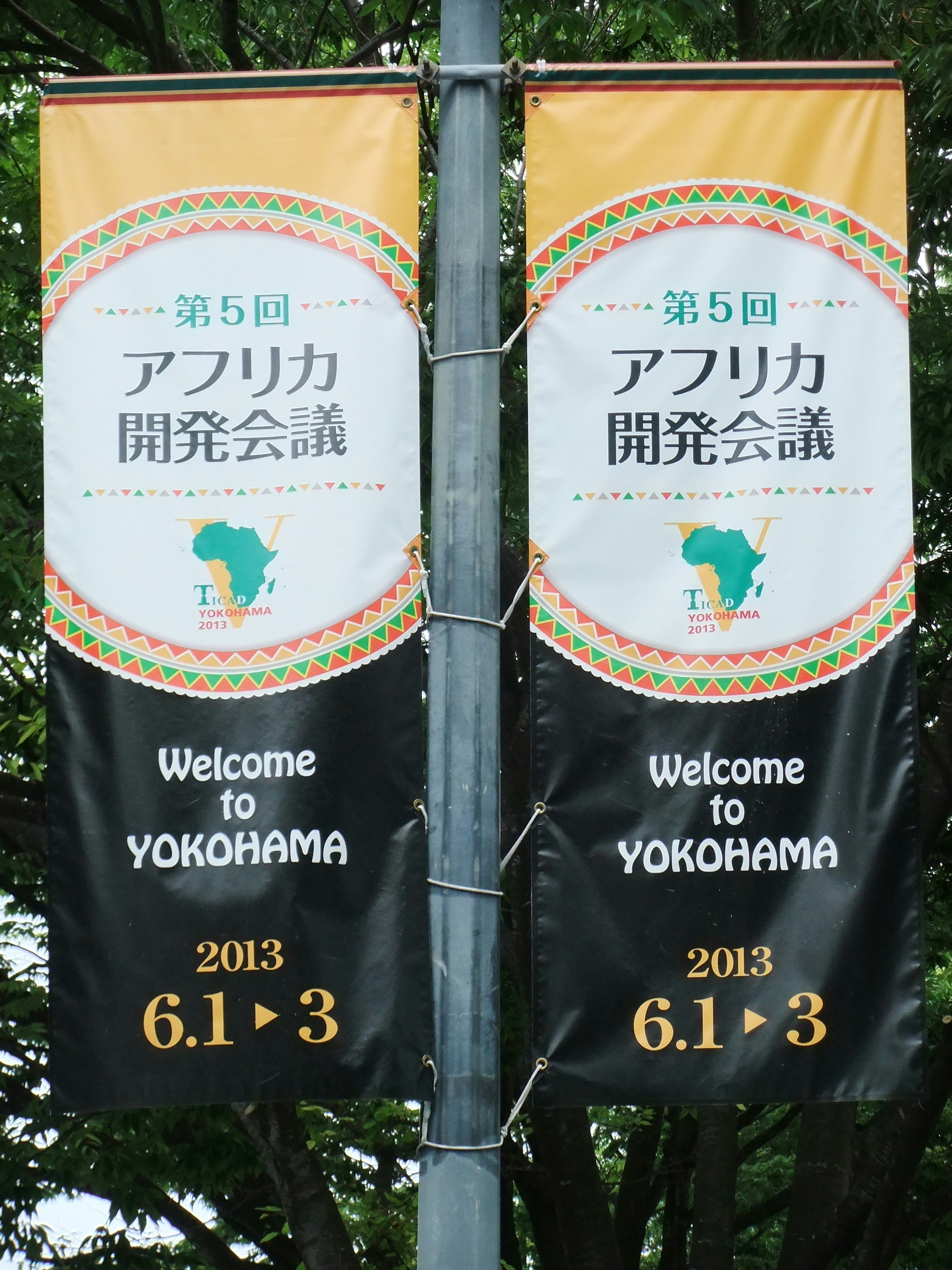
第5回アフリカ開発会議 (TICAD V) の街頭垂れ幕

### TICAD V
第5回アフリカ開発会議は2013年6月1日 - 6月3日、神奈川県横浜市で開催された。会議にはアフリカ54カ国のうち51カ国が参加し、うち39カ国は首脳が出席した。議長は内閣総理大臣の安倍晋三がつとめ、安倍晋三は国際機関の要人も含めて約50の首脳会談を行った。
会議では「横浜宣言2013」、および2017年までの支援方針を示す「横浜行動計画」が採択された。「横浜宣言2013」では「アフリカ大陸を世界成長の原動力に変容させる」ことを目標として掲げ、アフリカに対する支援の原則として、被支援国の意思を尊重する「オーナーシップ」と国際社会の「パートナーシップ」を強調し、既にアフリカ支援で先行しているが現地の産業育成につながっていないとの批判もある中国との差別化を図った。具体的には、現地の日本企業で働く人材3万人を育成するなど、インフラ整備や農業開発などの支援による民間セクター主導の経済成長を促し、貧困の解消と幅広い中間層の創出を目指すとした。
「援助から投資へ」を目指すこの会議で安倍晋三は、21世紀半ばにかけて世界の経済成長の中心になるであろうアフリカへの投資の重要性を訴え、この後5年間で3兆2千億円の資金（うち ODA が1兆4千億円）を官民共同でアフリカに出資すると表明した。またインフラ整備に6500億円の円借款を供与するとした。また安倍は、アフリカの成長にはまずテロ対策などによる治安安定が必要だとした上で、同年1月に起きたアルジェリア人質事件を踏まえ、日本としては南スーダンでの PKO 活動やソマリア沖での海賊対策に取り組むと述べた。

### TICAD VI
第6回アフリカ開発会議 (TICAD VI) は2016年8月27日から翌28日にかけてケニアのナイロビで開かれた。これは初のアフリカ開催であり、開催間隔も5年毎から3年毎に短縮された。会議にはアフリカの53か国のほか、関係する政府・地域機関、民間セクターなど約11,000名以上が参加した。安倍首相は共同議長として参加した。
会議の締めくくりに採択されたナイロビ宣言では、将来の世界経済におけるアフリカの重要性を確認したうえで、以下の3点が述べられた。
1. 経済の多角化。アフリカ諸国の多くは地下資源輸出に依存した経済体質になっているため、昨今の原油をはじめとする地下資源の価格下落が財政悪化を招いており、今後は農業、製造業、観光業など多角的な産業育成を進め、それにより経済の安定化を図る。
2. 医療・保健体制の強化。エボラ出血熱の流行が経済活動を麻痺させたことを教訓とし、感染予防体制の構築を図る。また母子保健や予防接種などの医療サービスをひろく提供できるよう、世界保健機関や世界銀行と連携して資金調達する。
3. テロ対策。いかなる形であれテロは非難されるものであり、国境管理などテロ対策に向けた各国の連携を強化する。また教育・職業訓練・雇用創出などによって社会を安定化させ、テロを生み出す土壌を無くしてゆく。

また既に経済・外交の両面でアフリカと密接な関係を構築している中国を念頭に、雇用創出につながる「質の高いインフラ」への投資（3年間で総額約3兆円）を推進するとし、同じく中国の海洋進出を念頭に、「国際法の原則に基づくルールを基礎とした海洋秩序を維持することの重要性を強調する」とした。また日本の常任理事国入りを見据え、国連の安保理改革についても言及した。
安倍首相は記者会見で、「（日本は）今回の合意内容を確実に実行し、官民を挙げてアフリカの発展を支援していく」と強調した。一方、中国外務省はこの会議について、「日本はアフリカ各国に自らの考えを強要し、私利を追求して、中国とアフリカの間にもめごとを起こさせようとした」と批判した。
会議と並行して日本企業84社が展示会に出展し、22の企業・団体がエネルギー、人材育成、疾病対策などの分野でアフリカ側と73件の覚書 (MOU) を締結した

#### 2018年TICAD閣僚会合
アフリカ開発会議閣僚会合は、2018年10月6日 - 10月7日、東京都港区で開催された。
外務大臣の河野太郎が開会式、閉会式などで議長を務め、議長声明を発表した。
河野外相は記者会見で、同年9月に日中両政府が一帯一路に基づいて第三国でのインフラ協力を行う官民合同委員会を設置したことを念頭に「アフリカで質の高い国際標準に合致するプロジェクトがあれば日本と中国が協力してやる可能性は大いにある」と述べた。
この会合では、日本が独立を承認していない、サハラ・アラブ民主共和国（西サハラ、ポリサリオ戦線）が参加を要求したことが問題になった。日本は、加盟国として認めているアフリカ連合と、西サハラの領有権を主張するモロッコの双方に配慮するために、会場には個別の国旗・国名を用意せず、すべて「アフリカ連合代表団」として扱う便法を取った。また、席数はサハラ共和国を除く54としたが、欠席する国が出たために、サハラ共和国の派遣した代表団は、「アフリカ連合代表団」の一員として会議に参加した。河野外相は議長声明で「仮に日本が承認していない『国』と自称する主体がこの会場にいたとしても、日本の立場に影響を与えない」と述べ、サハラ共和国（「と自称する主体」）の参加は黙認するが、日本としては関知しないと表明した。

### TICAD VII
第7回アフリカ開発会議は2019年8月28日から30日にかけて日本の横浜で開かれ、アフリカ54か国のうち53か国が参加、42か国は首脳級が出席した。
初日の基調講演で安倍首相は、過去3年間でアフリカへの民間投資が200億ドルに達したと述べ、日本政府として今後3年間でさらに200億ドル以上の民間投資の実現を推進すると表明した。またアフリカの人材育成を支援する「ABEイニシアチブ3.0」を打ち出し、日本への留学やインターンを促進し、今後6年間での3000人の産業人材を育成するとした。また安倍首相は約40カ国の首脳とリレー式に2国間会談を開き、貧困や感染症対策などでの日本の貢献および国際機関での日本支持をアピールした。
最終日に採択された「横浜宣言」ではまず、前回ケニアでの TICAD VI の基調演説で打ち出した「自由で開かれたインド太平洋」構想について「好意的に留意する」と初めて言及し、中国が進める巨大経済圏構想「一帯一路」を念頭に、アフリカ諸国が中国へ傾斜し過ぎないよう促した。中国漁船団の違法操業に悩む西アフリカ諸国もこれに賛意を示した。また直前のG20大阪サミットで確認された「質の高いインフラ投資に関するG20原則」を「歓迎する」とし、透明性と持続可能性のある債務のありかたを示すことで、「借金漬け外交」で過剰な融資の政治的見返りを求める中国を間接的に牽制した。海洋安全保障についても、やはり中国の海洋進出を踏まえて「国際法の諸原則に基づくルールを基礎とした海洋秩序の維持」を訴えた。経済連携については、政府主導を主とする中国のアフリカ支援との差別化として、民間ビジネスを活性化することでアフリカ経済の自律的な発展につなげるべく、「アフリカ開発における民間部門の役割を認識」と述べた。また過去に日本が果たしたアジア諸国の開発支援の経験がアフリカでも有用であることを確認した。加えて、日本の安保理常任理事国入りを念頭に「安保理を含む国連諸組織を早急に改革する決意を再確認」すると明記した。
公式サイドイベントとして開かれたビジネスEXPOには、前回より1.5倍増の156社・団体が出展し、インフラ・製造業・医療など多くの分野の日本企業が、中長期的に成長が見込まれるアフリカ市場をターゲットとする商品やサービスの提案を行なった。
サハラ共和国は、アフリカ連合単独の招待という形で参加が認められ、会場には「SAHRAWI REPUBLIC」のプレートが用意された。国家元首が参加する会合で、国旗・国名を出さないことは外交儀礼上適切では無いからだが、参加国の国旗は掲げさせず、国名だけ掲示する折衷案となった。また、日本としては引き続き「日本が国家承認していない主体」が勝手に参加したという認識であり、従って参加国・地域には数えられていない。

### TICAD VIII
第8回アフリカ開発会議（TICAD8）は2022年8月27日から28日にチュニジアで開催された。日本とアフリカ諸国に加え、AU議連、国際機関、民間企業、市民社会が参加。オンラインを活用（アフリカ48か国から20名の首脳級が参加。）。 岸田総理大臣はオンラインで参加。林外務大臣（総理特使）がサイード・チュニジア大統領及びサル・セネガル大統領（AU議長）とともに対面参加。
サハラ共和国代表は、チュニジア側の判断で招待した。モロッコはチュニジアに反発してTICAD8への参加を見送り、相互に大使を召還する事態となった。また、ギニアビサウもモロッコに同調して、ウマロ・シソコ・エンバロ大統領はTICAD8から退席した。

### TICAD9
2025年8月20日から22日にかけて、横浜で第9回アフリカ開発会議（TICAD 9）を開催予定。横浜での開催は4回目となる。
また、2024年6月から2025年12月までの期間、「TICAD 9 パートナー事業」が開催されている。一例として2024年11月21日に「アフリカ大陸自由貿易圏（AfCFTA）セミナー」が開催された。

## 会議一覧
|    | 会合                                            | 議長                                                                           | 開始           | 終了           | 開催地              | 会場等               |
| -- | ----------------------------------------------- | ------------------------------------------------------------------------------ | -------------- | -------------- | ------------------- | -------------------- |
| 1  | 第1回アフリカ開発会議                           | 東祥三                                                                         | 1993年10月5日  | 1993年10月6日  | 東京都              |                      |
| 2  | 第2回アフリカ開発会議                           |                                                                                | 1998年10月19日 | 1998年10月21日 | 東京都              |                      |
| 3  | 閣僚レベル会合                                  | 田中眞紀子                                                                     | 2001年12月3日  | 2001年12月4日  | 東京都港区          | 赤坂プリンスホテル   |
| 4  | 第3回アフリカ開発会議                           | 森喜朗                                                                         | 2003年9月29日  | 2003年10月1日  | 東京都              |                      |
| 5  | アジア・アフリカ 貿易投資会議                   | 川口順子                                                                       | 2004年11月1日  | 2004年11月2日  | 東京都港区          | 赤坂プリンスホテル   |
| 6  | 平和の定着会議                                  | 塩崎恭久                                                                       | 2006年2月16日  | 2006年2月17日  | アディスアベバ      |                      |
| 7  | 持続可能な開発のための 環境とエネルギー閣僚会議 | 岩屋毅                                                                         | 2007年3月22日  | 2007年3月23日  | ナイロビ            |                      |
| 8  | 第4回アフリカ開発会議                           | 福田康夫                                                                       | 2008年7月7日   | 2008年7月9日   | 神奈川県横浜市      | 横浜国際平和会議場   |
| 9  | 第5回アフリカ開発会議                           | 安倍晋三                                                                       | 2013年6月1日   | 2013年6月3日   | 神奈川県横浜市      | 横浜国際平和会議場   |
| 10 | 第6回アフリカ開発会議                           | ウフル・ケニヤッタ（ケニア） デビー・イトゥノ（チャド共和国） 安倍晋三（日本） | 2016年8月27日  | 2016年8月28日  | ケニア              | ケニヤッタ国際会議場 |
| 11 | 閣僚会合                                        | 河野太郎                                                                       | 2018年10月6日  | 2018年10月7日  | 東京都港区          | 東京プリンスホテル   |
| 12 | 第7回アフリカ開発会議                           | 安倍晋三 エルシーシ・エジプト大統領（AU議長）                                  | 2019年8月28日  | 2019年8月30日  | 神奈川県横浜市      | 横浜国際平和会議場   |
| 13 | 第8回アフリカ開発会議                           | カイス・サイード（チュニジア） マッキー・サル（セネガル大統領、AU議長）        | 2022年8月27日  | 2022年8月28日  | チュニジア チュニス |                      |
| 14 | 第9回アフリカ開発会議                           | （未定）                                                                       | 2025年8月20日  | 2025年8月22日  | 神奈川県横浜市      |                      |

## 会場

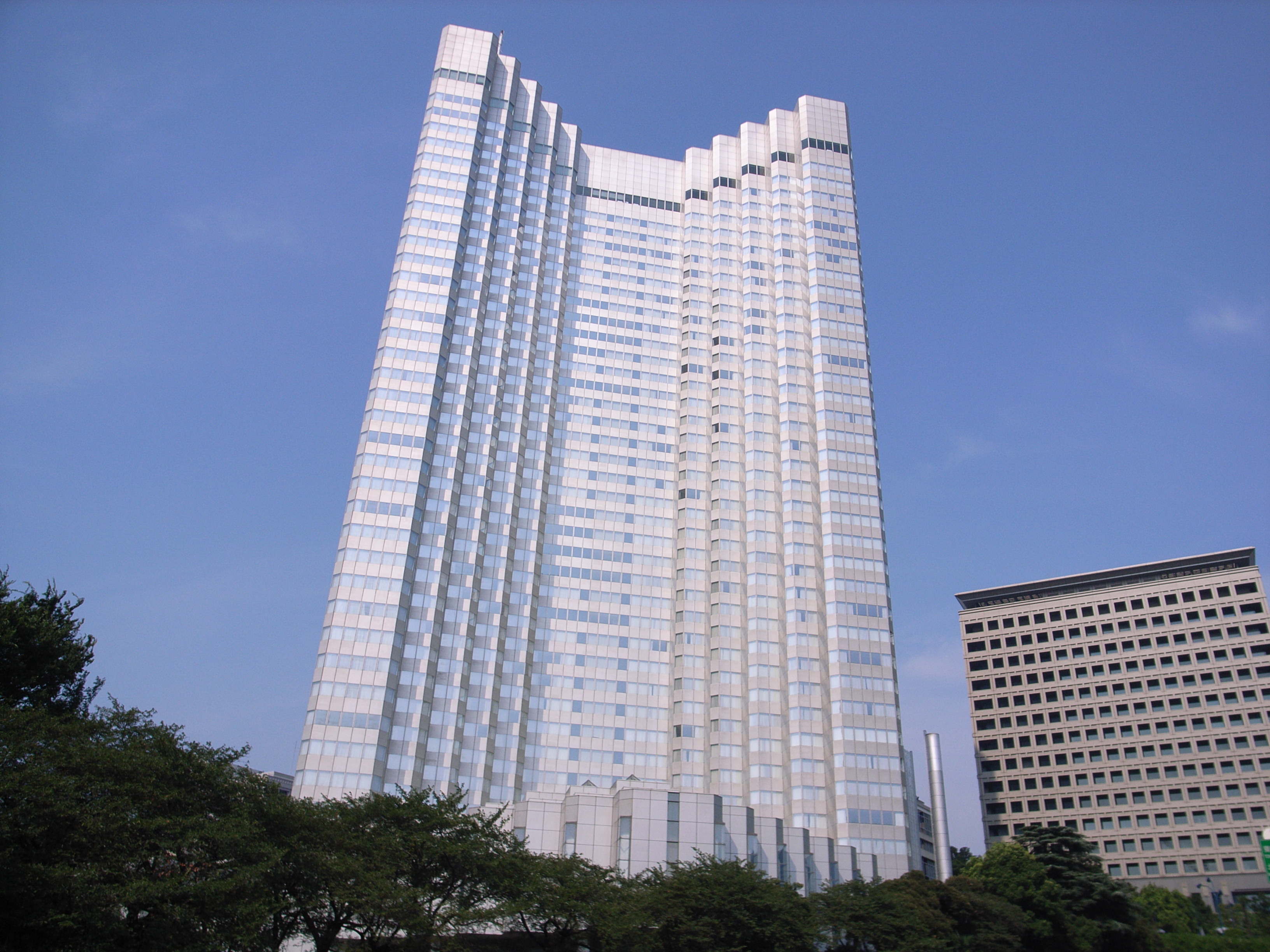
赤坂プリンスホテル（中央）
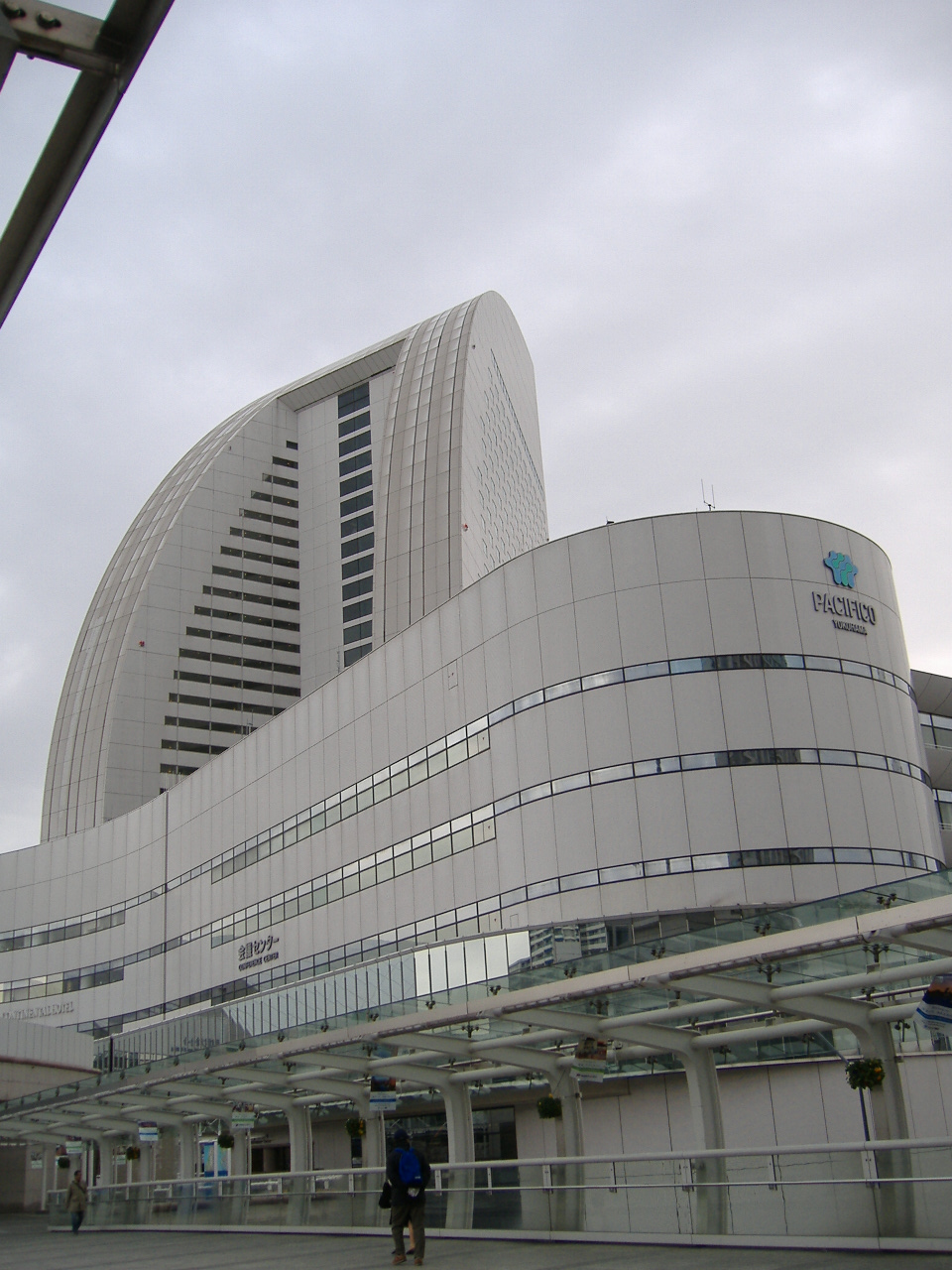
横浜国際平和会議場（手前）